# Heinrich Honegger (Unternehmer)
Heinrich Honegger (* ? in Rüti; † 14. August 1866 ebenda) war ein Schweizer Unternehmer. Er war der Bruder von Caspar Honegger (1804–1883).

## Leben

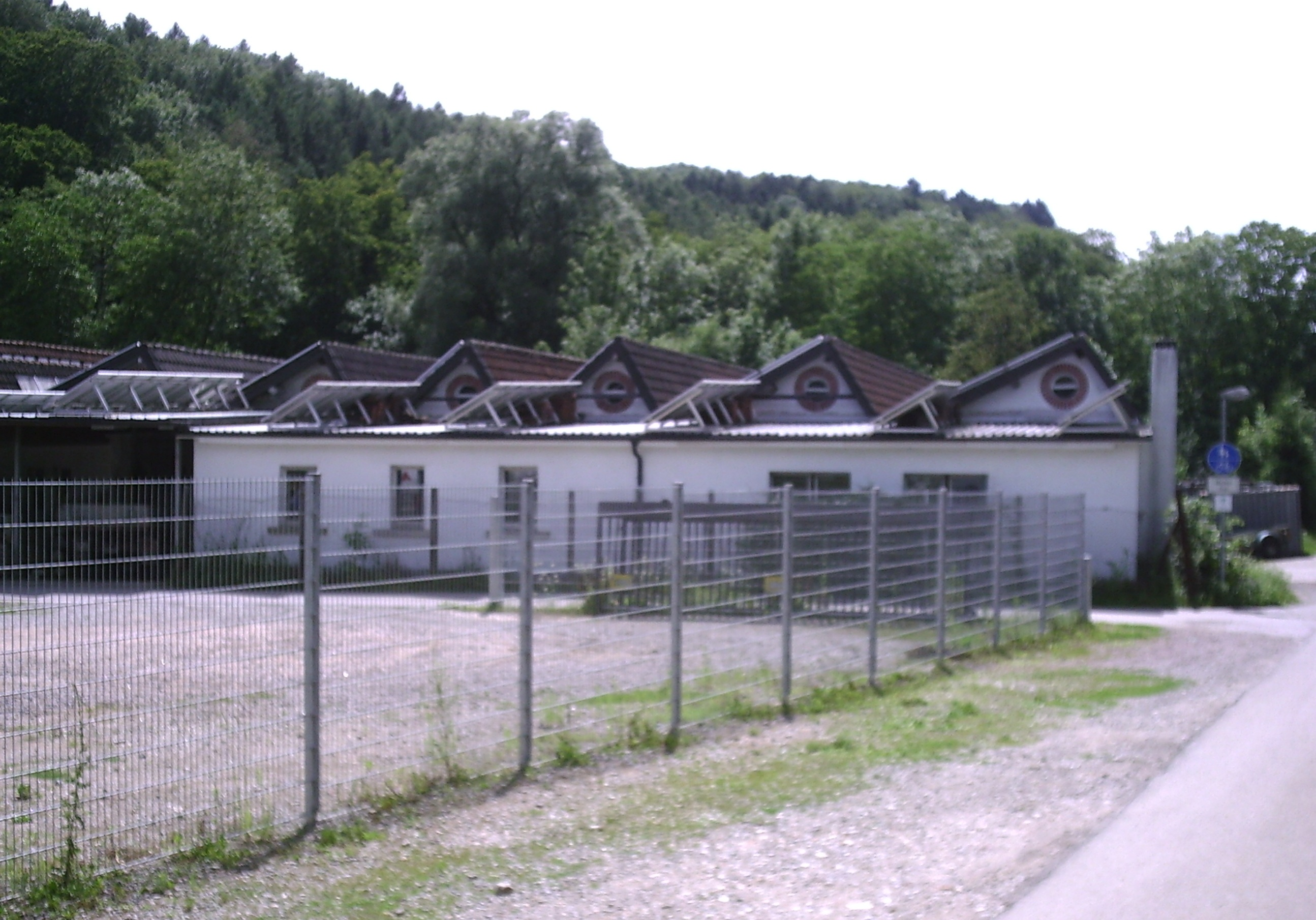
Gebäude der ehemaligen Honeggerei unterhalb des Wutachlauffen zwischen Unterlauchringen und Tiengen, im Gewann Im Ibrunen

Heinrich Honegger übernahm im Jahr 1827 zusammen mit seinem Bruder Caspar die Leitung der elterlichen Fabrik «Im Widacher», einem Ortsteil von Rüti. 1829 trennten sich die beiden Brüder.
Am 13. August 1852 erwarb Heinrich Honegger die Mechanische Weberei Josef Maier und Co. in Lauchringen und begründete damit die als «Honeggerei» bekannte Weberei. Bereits 1858 waren 150 Arbeiter an 6000 Spindeln und 150 Webstühlen beschäftigt.
Die Weberei war bis 1955 in Betrieb und in der Nachbarschaft zur Lauffenmühle angesiedelt und wurde nach der Übernahme von dieser noch als Lager verwendet.